# Witflankdolfijn
De witflankdolfijn (Leucopleurus acutus of Lagenorhynchus acutus) is een soort uit de familie dolfijnachtigen (Delphinidae).

## Kenmerken
Ze kunnen maximaal 5 minuten duiken, maar gebruikelijk is dat ze om de 20 seconden adem halen.
Ze zwemmen ook weleens in groepen met andere dolfijnen. Ze worden vaak verward met de witsnuitdolfijn.

## Voedsel
Het zijn sociale dieren die in groepen jagen op vissen die in scholen zwemmen zoals de haring. De groepsgrootte varieert van een tiental tot enkele duizenden exemplaren.

## Verspreiding
Ze komen in het noordelijk halfrond voor in wateren met temperaturen tussen de 6 en 20 graden Celsius. Voornamelijk in water met een diepte van 60 tot enkele honderden meters. De Witflankdolfijn komt steeds vaker zuidelijker voor omdat het noordelijke gebied van de Noordzee door overbevissing te leeg raakt.

## Overig
Ze hebben wel last van de mens, maar de soort als zodanig wordt niet bedreigd. Hun aantallen worden geschat op enkele honderdduizenden.